# メルヘンハウス
メルヘンハウスは、愛知県名古屋市にある児童書専門の書店。
日本国内初の児童書専門店として知られている。1973年（昭和48年）から2018年（平成30年）までは千種区今池二丁目3番14号に店舗を構え、2021年（令和3年）からは千種区山門町1丁目11 覚王山コーポレーション1階3号に店舗を構えている。初代店舗での営業時には約3万冊の児童書を店内に並べていた。

## 沿革

### 初代

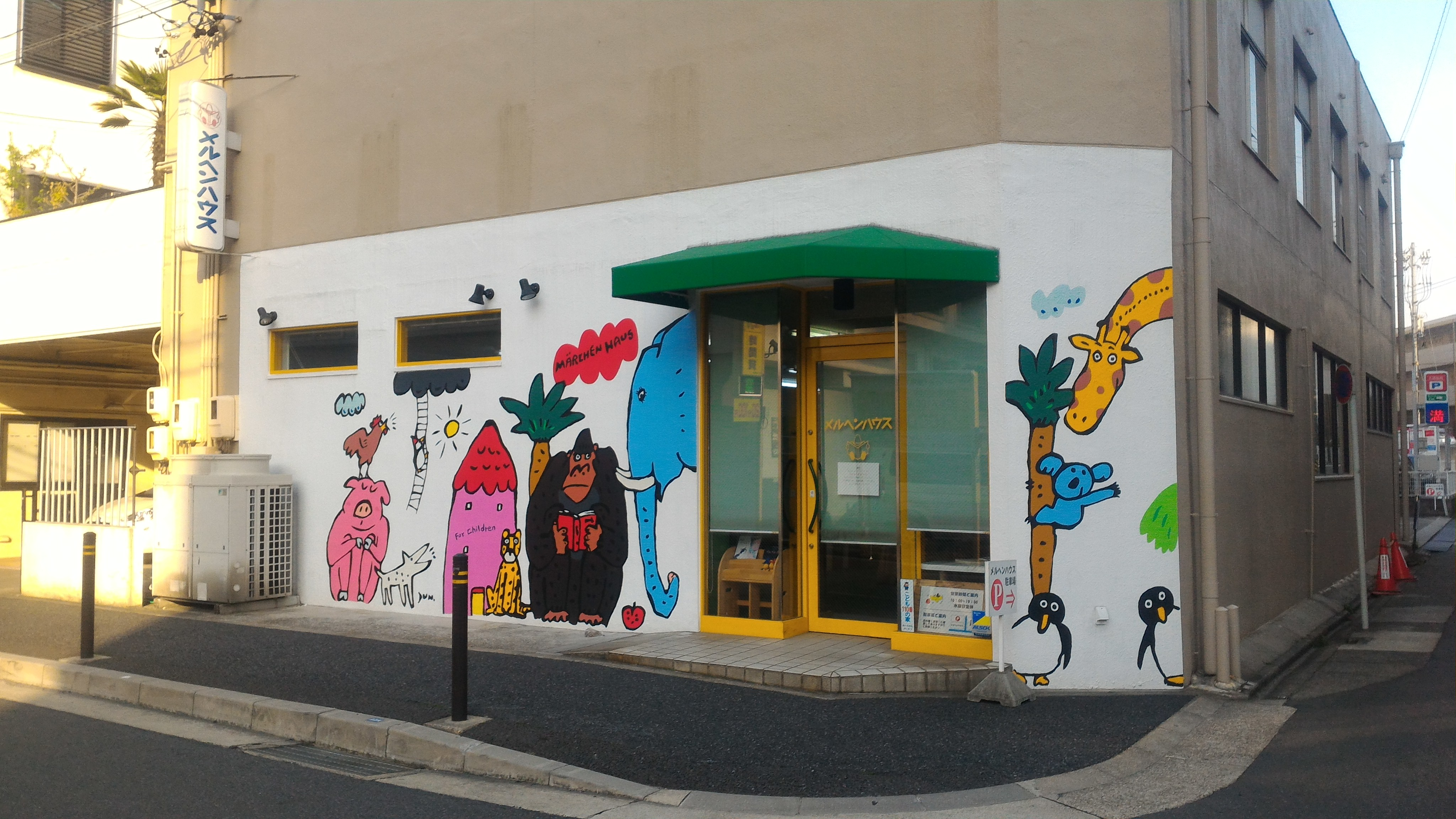
初代店舗（2018年）

#### 創業
メルヘンハウスの創業者の三輪哲は、静岡県出身で、南山大学経営学部を卒業後、商社に勤務していた人物である。三輪は、チャールズ・キーピングの絵本『ジョゼフのにわ』の内容に感銘を受け、絵本に関心を持つようになったという。そして、4年間務めた商社を辞め、渡米して児童書について学んだ。
三輪は、当時の日本の書店に十分な種類の絵本が置かれていないことに問題があると考えていた。そこで、日本で初めての児童書専門店を開くこととを決めたのである。こうして創業された書店が、メルヘンハウスである。知人たちから資金を借りてメルヘンハウスは1973年3月に開店した。この当時は名古屋市千種区四谷通に店舗があった。しかし、知人たちは児童書のみを扱う書店では収益が上がらないのではないかと懸念しており、実際に開店当初はほとんど客が来なかったという。
それでも当初の方針を変えず、収益性の高い漫画や雑誌を置かず、児童書のみを扱った。店舗はわずか40平方メートル程度の狭さで、そこに約3000冊の本を並べた。世間で売れている本ではなく三輪自身が検討して良質な本だと考えたものを仕入れ、会話の中から個別の顧客の嗜好を探るという試みを続けた。また、メルヘンハウスでは、創業当初から絵本の「読み聞かせ」を店内で行う「おはなし玉手箱」というサービスを行っていた。数年後には絵本の定期購読サービス「ブッククラブ」も始めている。その他、絵本の原画展なども開催していた。

#### 最盛期
このような取り組みの結果、メルヘンハウスの客は徐々に増えていった。メルヘンハウスの影響によって、児童書専門店は全国的に広まるようになり、三重県四日市市の児童書専門店「メリーゴーランド」、岐阜県岐阜市の児童書専門店「おおきな木」などが開店している。著名な絵本作家の加古里子も1980年以後、しばしばメルヘンハウスを訪れていたという。
1994年には四谷通の従来の店舗ではスペースが足りなくなり、今池2丁目に140平方メートルのより広い店舗を開いた。店内では約3万冊の児童書を取り揃えていた。1990年代後半に最盛期を迎え、前述の「ブッククラブ」の会員は全国1万5千人に及んだ。
また、大手スーパー・ユニーの「子ども図書館」の運営にも関わった。この子ども図書館はユニーの店舗内などに設置されており、愛知県小牧市、春日井市、豊田市、静岡県浜松市、栃木県などに展開され、最盛期では9館が存在した。子供図書館では、メルヘンハウスが選書を行い、スタッフも派遣していた。例えば、春日井市のサンマルシェ南館にあった子ども図書館では、児童文学を専門とする司書が常勤で務めており、蔵書数が児童書およそ1万4000冊、登録者数が1万4000人超であるなどかなりの規模のものであった。

#### 閉店
しかし、インターネット通販の登場によって、メルヘンハウスの経営は思わしくなくなっていった。メルヘンハウスの店舗で児童書を立ち読みし、後でインターネットで購入するような客も増えていたという。閉業間際には、書籍の売上は最盛期の半分に激減していた。ブッククラブの会員も5000人程度まで減り、前述の子ども図書館も次々と閉鎖に追い込まれていた。
こうしたなか、2014年には創業者の三輪の息子・丈太郎が入社して営業企画を行うようになった。また、2017年3月には店舗の外観を改め、動物のイラストを用いたより明るいものとした。このイラストは、絵本作家の高畠純によって描かれたものである。しかし、経営状況の厳しさを改善する策は見つからず、同年中には閉店する方針を固め、翌年の2018年3月31日にメルヘンハウスは閉店した。しかし、三輪は閉店後も実店舗の再開を目指して、期間限定のイベント出店などの活動を続けていた。

### 2代目
創業者の息子・三輪丈太郎によって、2021年（令和3年）8月18日に開店した。3万冊をそろえた今池の旧店舗から場所を山門町の住宅街に移し、常設店舗としては3年ぶりの開業となった。「訪れるたびに旬の本が置いてある『本の八百屋さん』」を目指し、絵本を中心に店主自らが厳選した100種類ほどの児童書を並べる。店舗スペースは3分の1ほどに縮小したものの、本の対象年齢の小さい順に、陳列棚の下から上に向かって書籍を並べた旧店舗の展示スタイルを踏襲し、初代から引き継いだ看板を掲げる。